# U Nu
U Nu, altrimenti noto come Thakin Nu (ဦးနု; Wakema, 25 maggio 1907 – Yangon, 14 febbraio 1995), è stato un politico birmano.
Fu per tre volte primo ministro birmano, dal 4 gennaio 1948 al 12 giugno 1956 la prima volta; dal 28 febbraio 1957 al 28 ottobre 1958 la seconda e la terza dal 4 aprile 1960 al 2 marzo 1962.

## Biografia

### Lotta per l'indipendenza
La sua vita politica iniziò come presidente dell'Unione studenti dell'Università di Rangoon, con Aung San come redattore della rivista dell'Unione. Furono entrambi espulsi dall'ateneo a causa di un articolo apparso sulla rivista e ciò provocò il secondo sciopero degli studenti del 1936. Entrambi divennero poi membri dell'associazione nazionalista Dobama Asiayone, fondata nel 1930, e si guadagnarono il titolo di "padroni", in birmano "Thakin". Thakhin era il termine usato dai birmani per rivolgersi ai britannici che avevano colonizzato il Paese, e assumendo questo nome i membri dell'associazione intendevano che la Birmania era dei birmani..
Avrebbe rinunciato all'appellativo Thakhin dopo l'indipendenza della Birmania nel 1948, diventando semplicemente U (signor) Nu. Cominciò a tradurre i classici marxisti nella sua casa editrice, la Nagani Book Club, fondata nel 1937 assieme a Thakin Than Tun. Divenne poi leader e cofondatore del PRP, il Partito Rivoluzionario del Popolo, divenuto poi il Partito Socialista, e della Lega Popolare Libera dell'Anti-Fascismo, l'AFPFL, che proclamava la Birmania libera sia dal dominio giapponese prima e britannico poi durante gli anni quaranta. Fu imprigionato dal regime coloniale nel 1940 con Thakins Soe e Than Tun, e i britannici abbandonarono la prigione durante l'invasione giapponese della Birmania.
Nell'agosto 1943, i giapponesi dichiararono l'indipendenza birmana formando il fantoccio Stato di Birmania e Nu fu nominato ministro degli Esteri, nel 1944 gli venne affidato il ministero dell'Informazione e rimase in carica fino a quando l'AFPFL si ribellò ai giapponesi nel marzo 1945. Al contrario di Aung San, Nu non prese parte attiva durante la ribellione e non si rifugiò nei territori controllati dagli Alleati. Insieme al capo di Stato Ba Maw rimase con i giapponesi in ritirata a fine aprile e il 12 agosto 1945 si salvò durante il bombardamento alleato che distrusse la casa di Ba Maw. Alla fine del conflitto si ritirò dalla politica e scrisse le proprie memorie del periodo di guerra e alcuni trattati sul marxismo. Grazie ai contatti con Aung San e altri leader nazionalisti, rientrò nell'AFPFL e inizialmente si impegnò per fare restare nell'associazione la fazione comunista.
Dopo l'omicidio di Aung San, leader militare e politico dell'AFPFL, e dei suoi ministri il 19 luglio 1947, U Nu guidò l'AFPFL e firmò un trattato d'indipendenza (il Trattato di Nu-Atlee) col primo ministro britannico Clement Attlee nell'ottobre del 1947.

### Era parlamentare
La Birmania divenne indipendente dal Regno Unito il 4 gennaio 1948 e U Nu divenne il primo capo di governo della neonata Repubblica birmana. Dovette subito trattare coi ribelli armati dei vari gruppi etnici, con i karen in particolar modo, e delle fazioni comuniste, alcune delle quali all'interno dell'esercito. Dovette trattare anche con i membri del Kuomintang, scacciato dalla Cina dal vincente Partito Comunista, che stabilirono delle basi nella Birmania orientale e il governo impiegò parecchi anni per allontanarli definitivamente dal territorio nazionale.
Un sistema democratico fu costituito e si tennero diverse elezioni parlamentari. U Nu diede le dimissioni nel 1956, e il nuovo primo ministro fu il membro dell'AFPFL Ba Swe dal giugno 1956 al giugno 1957. Il 26 settembre 1958, U Nu chiese al generale maggiore delle Forze armate Ne Win di diventare primo ministro e questi assunse l'incarico il 27 ottobre 1958. Nelle elezioni generali del febbraio 1960, la fazione dell'AFPFL guidata da U Nu ottenne una vittoria schiacciante sull'altra ala dell'AFPFL, guidata da Ba Swe e Kyaw Nyein, e U Nu formò un nuovo governo il 4 aprile 1960. Il suo ex segretario U Thant era stato inviato come ambasciatore birmano all'ONU nel 1957 e nel 1961 divenne il terzo Segretario Generale delle Nazioni Unite.

### Durante la dittatura militare

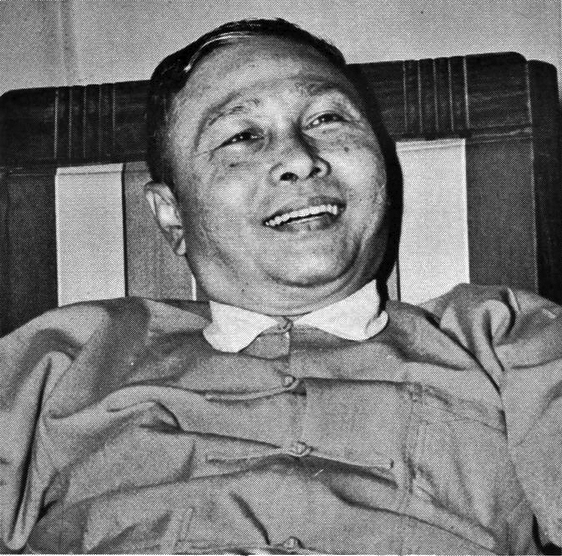
U Nu nel gennaio 1962, alcuni giorni prima del colpo di Stato

Il governo di U Nu fu rovesciato con il colpo di Stato del 2 marzo del 1962 guidato dal generale Ne Win. U Nu fu posto sotto "custodia protettiva" assieme ad altri esponenti del governo in una caserma nei pressi di Rangoon. Ne Win fondò quello stesso giorno il Consiglio rivoluzionario birmano, giunta militare che sarebbe rimasta alla guida del governo fino al 1974, e in luglio il Partito del Programma Socialista della Birmania, partito unico con cui avrebbe perseguito la "via birmana al socialismo" secondo la propria ottica.
Nu U fu rilasciato il 27 ottobre 1966 e nel dicembre 1968 entrò a far parte del Comitato consultivo per l'unità interna, organo formato da 33 ex politici, molti dei quali ex detenuti dal regime, con il compito di fornire indicazioni al governo per l'unità nazionale e per eventuali cambiamenti di politica. In questo ambito sottopose nel febbraio 1969 al dittatore Ne Win una proposta con cui lo invitava a restituirgli la guida del governo, a ridare vita al parlamento che aveva soppresso nel 1962 e a diventare presidente della repubblica. Nel caso che Ne Win avesse accettato, gli sarebbe stata garantita l'immunità per le azioni illegali commesse. Subito dopo Nu U si recò in pellegrinaggio in India e in seguito, non avendo ricevuto risposta da Ne Win, si spostò a Londra.
In una conferenza stampa tenuta il 27 agosto 1969 nella capitale britannica annunciò di essere il primo ministro birmano "legale" e promise che non avrebbe smesso di combattere per la democrazia, aggiungendo che la politica di Ne Win era una forma di fascismo paragonabile a quella degli invasori giapponesi durante la seconda guerra mondiale. Quello stesso mese fondò il Partito per la Democrazia Parlamentare insieme ad altri membri dell'opposizione birmana. Il 6 novembre Ne Win bocciò la proposta di Nu U sostenendo che aveva preso il potere per migliorare il livello di vita di operai e contadini, e che aderendo alla proposta il Paese avrebbe fatto un passo indietro.
Il braccio armato del Partito per la Democrazia Parlamentare fu l'Esercito Patriottico di Liberazione, che tentò con scarso successo di dare il via a una rivolta lungo la frontiera tra Birmania e Thailandia. Nu U raccolse fondi per finanziare il partito in collaborazione con la CIA, ed entro la fine del 1970 arrivò a 2 milioni di dollari. Fu cercato un accordo per costituire un fronte unito con gli eserciti di liberazione dei karen, dei chin e dei mon. Problemi economici e disaccordi politici portarono U Nu a lasciare il partito che si sciolse nel 1973. Alcuni anni dopo fu concessa un'aministia e Nu U poté tornare in Birmania il 29 luglio 1980.

#### Rivolta 8888
Dopo esser stato lontano dalla vita politica, insegnando Buddismo in Birmania e negli Stati Uniti - durante una visita alla Northern Illinois University nel 1987 - U Nu divenne ancora una volta politicamente attivo durante la rivolta 8888 formando un nuovo partito politico, la Lega per la Democrazia e la Pace (LDP). Il 9 settembre 1988 si auto-proclamò primo ministro ma il suo invito a Aung San Suu Kyi (figlia di Aung San) e all'ex-brigadiere Aung Gyi (un altro oppositore politico durante la crisi dell'8888) di formare un nuovo governo a interim fu rifiutato. Formò ugualmente un "governo" chiamando come presidente Mahn Win Maung che era stato mandato in esilio nel 1962. La rivolta fu stroncata con la strage commessa dall'esercito, che il 18 settembre mise in atto un colpo di Stato e riprese il potere con il Consiglio di Stato per la Restaurazione della Legge e dell'Ordine, giunta militare guidata dal generale Saw Maung, particolarmente vicino alle posizioni del dimissionario Ne Win. A fine mese si contarono circa 3 000 morti tra i dimostranti, dei quali 1 000 nella sola Rangoon. U Nu rifiutò di piegarsi ai voleri della giunta e fu messo agli arresti domiciliari il 29 dicembre 1989.
I portavoce della giunta dissero che U Nu avrebbe potuto essere processato per alto tradimento verso la Patria, ma che data la sua anzianità e il contributo che aveva dato nella lotta per l'indipendenza, era stato arrestato con un'altra accusa. Fu rilasciato il 23 aprile 1992, lo stesso giorno in cui il presidente della giunta Saw Maung (morto nel luglio 1997) rassegnò le dimissioni e fu rimpiazzato dal generale Than Shwe, il quale diede alla giunta militare il nuovo nome Consiglio di Stato per la Pace e lo Sviluppo.

### Impegni religiosi
U Nu fu un devoto buddista, tanto da essere anche il leader spirituale del suo Paese. Nel 1952 fece costruire la pagoda della pace nel mondo, la Kaba Aye, come preparazione del Sesto Sinodo Buddista organizzato quando era primo ministro e ospitato in Birmania nel 1954-1956. Il 29 agosto 1961, su pressioni di U Nu, il Parlamento dichiarò il buddismo religione di Stato fino al mandato di Ne Win nel 1962, che rese la Birmania laica.
La decisione presa nel 1961 gli alienò le simpatie delle minoranze cristiane come i kachin e i karen. Tra i nuovi divieti, quello di macellare la mucca e di mangiare la carne di manzo, seguendo l'esempio indù. Quando Ne Win prese il potere, uno dei suoi primi atti fu quello di abolire il divieto di macellare la mucca, probabilmente segno anche di un contrasto personale con U Nu.

## Opere letterarie
U Nu scrisse diversi libri, alcuni dei quali tradotti anche in inglese. Tra i suoi lavori ci sono Il popolo trionfa(1951), La Birmania sotto i giapponesi, Parla un asiatico e La Birmania guarda avanti, tutti scritti negli anni Cinquanta. Alcune sue biografie sono state stampate in India dalla casa editrice Irrawaddy nel 1975, e furono tradotte solo in inglese. Prima di divenire primo ministro, U Nu aveva tradotto in birmano un libro di Dale Carnegie, negli anni trenta, ovvero Come trattare gli amici e le persone influenti, in birmano Lupaw Luzaw Louknee, che significa all'incirca Come trarre vantaggi da ogni persona.
Il testo fu adottato anche dalle scuole con una riedizione negli anni cinquanta che cambiò anche il titolo in Meikta Bala Htika, ovvero Trattato su un contratto sociale amichevole, assieme all'altro suo libro La Birmania guarda avanti. U Nu fondò anche una casa editrice che pubblicò la prima enciclopedia in lingua birmana nel 1954.